# PRI
Інтерфе́йс перви́нного рі́вня (англ. Primary Rate Interface, PRI) — стандартний інтерфейс мережі ISDN, що визначає дисципліну підімкнення станцій ISDN до широкосмугових магістралей, що зв'язують місцеві і центральні АТС або мережеві комутатори. Інтерфейс первинного рівня об'єднує 23 В-канали і один D-канал для стандарту Т1 (23B + D) або 30 В-каналів для голосу або даних один D-канал для сигналізації і один Н-канал для службових даних стандарту E1 (30B + D + Н).

## Дивись також
- ISDN
- BRI